# Kurt von Behr
Kurt von Behr (* 1. März 1890 in Hannover; † 19. April 1945 in Kloster Banz) war führend am NS-Kunstraub im Einsatzstab Reichsleiter Rosenberg (ERR) und an der M-Aktion beteiligt. Er starb zusammen mit seiner Frau durch Suizid.

## Leben
Baron von Behr aus mecklenburgischem Adel war Oberstführer des Deutschen Roten Kreuzes, dessen Uniform er stets trug, da er keinen Militärrang innehatte. Am 7. August 1924 heiratete er die Australierin Joy Guzman Clarke (* 16. Mai 1896 in Britisch-Indien). Von 1932 bis 1934 leitete er die NSDAP-Auslandsorganisation in Italien von Venedig aus, er trat zum 1. Juli 1933 der NSDAP bei (Mitgliedsnummer 3.391.527). 1936 war Behr in Palma für das Außenpolitische Amt Rosenberg tätig. Möglicherweise war er Gestapo-Agent sowie Kontaktmann zu General Francos Faschisten.

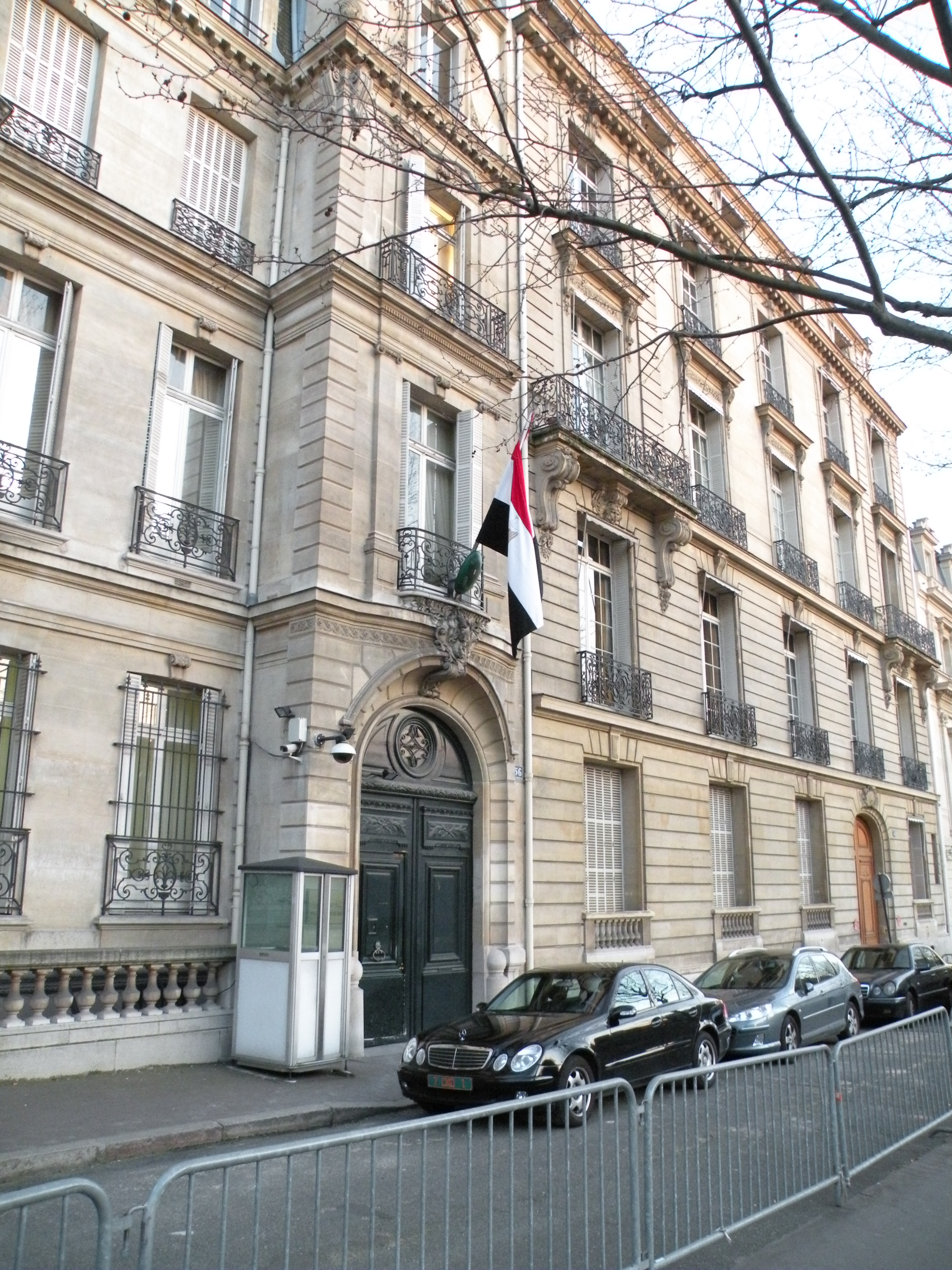
Hausnummern 56 (vorne) und 54 (hinten) Avenue d’Iéna, Paris. Gebäude Nr. 54 beherbergte ab 1941 das dem APA unterstellte Amt Westen des ERR. Es wich 1942 der neu gegründeten, dem RMfdbO unterstellten Dienststelle Westen deren Aufgabe die Durchführung der M-Aktion war

Nach dem Frankreichfeldzug 1940 wurde er von Alfred Rosenberg in Paris zum Raub „herrenlosen Kulturguts von Juden“ eingesetzt als Leiter des Hauptreferats Organisation und Personal im dazu geschaffenen Einsatzstab Reichsleiter Rosenberg (ERR), Dienststelle Westen, er war zudem Stellvertreter des Stabsführers der Einsatzstäbe Gerhard Utikal. Tatsächlich bediente er bald Hermann Görings Wünsche nach geraubten Kunstwerken. Vom 17. Juli 1940 bis zum 20. Februar 1941 leitete er den Sonderstab Bildende Kunst, der zahlreiche Bilder aus Frankreich ins Deutsche Reich verschleppte. Anschließend leitete er ab Januar 1942 in Paris die M-Aktion, den Raub von Mobiliar in Frankreich für deutsche Zwecke (Bereicherung, Ersatz für Ausgebombte etc.), der bis August 1944 andauerte. Behr brüstete sich, die Idee dazu selbst gehabt zu haben.
Behr listete am 8. August 1944 auf, welche Einrichtungsgegenstände und Werte aus jüdischem Besitz seit 1942 erfasst und geraubt wurden.
Den Suizid mit Blausäure verübte das Ehepaar am 19. April 1945, acht Tage nach dem Eintreffen der alliierten Truppen.
In von Behrs Wohnsitz Schloss Banz fanden die US-Streitkräfte nicht nur große Beutebuchbestände aus west- und osteuropäischen Bibliotheken, sondern auch wesentliche Bestände der dorthin verlagerten ERR-Akten, die von der 1944 innerhalb des Office of Strategic Services (OSS) gegründeten Art Looting Investigation Unit (ALIU) ausgewertet wurden und Grundlage des Nürnberger Prozesses gegen Rosenberg waren.